# Erseka
Erseka (albanska: Ersekë med böjningsformen Erseka, grekiska: Erséka) är en stad i Albanien, centralort i kommunen Kolonjë och i Kolonjëdistriktet. Staden hade 3 700 invånare (2011).